# CORONA (satélite)

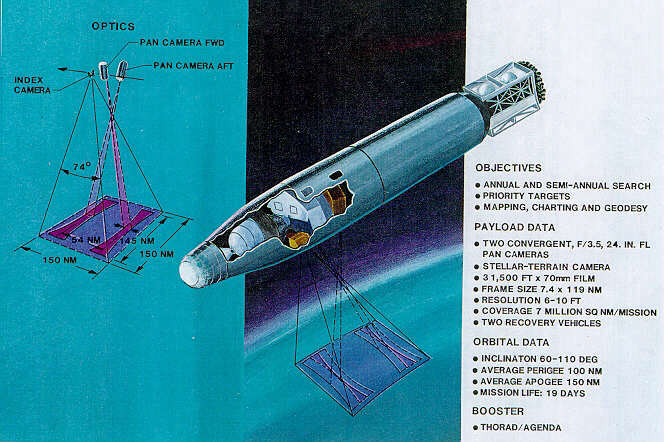
Esquema de un satélite espía CORONA.

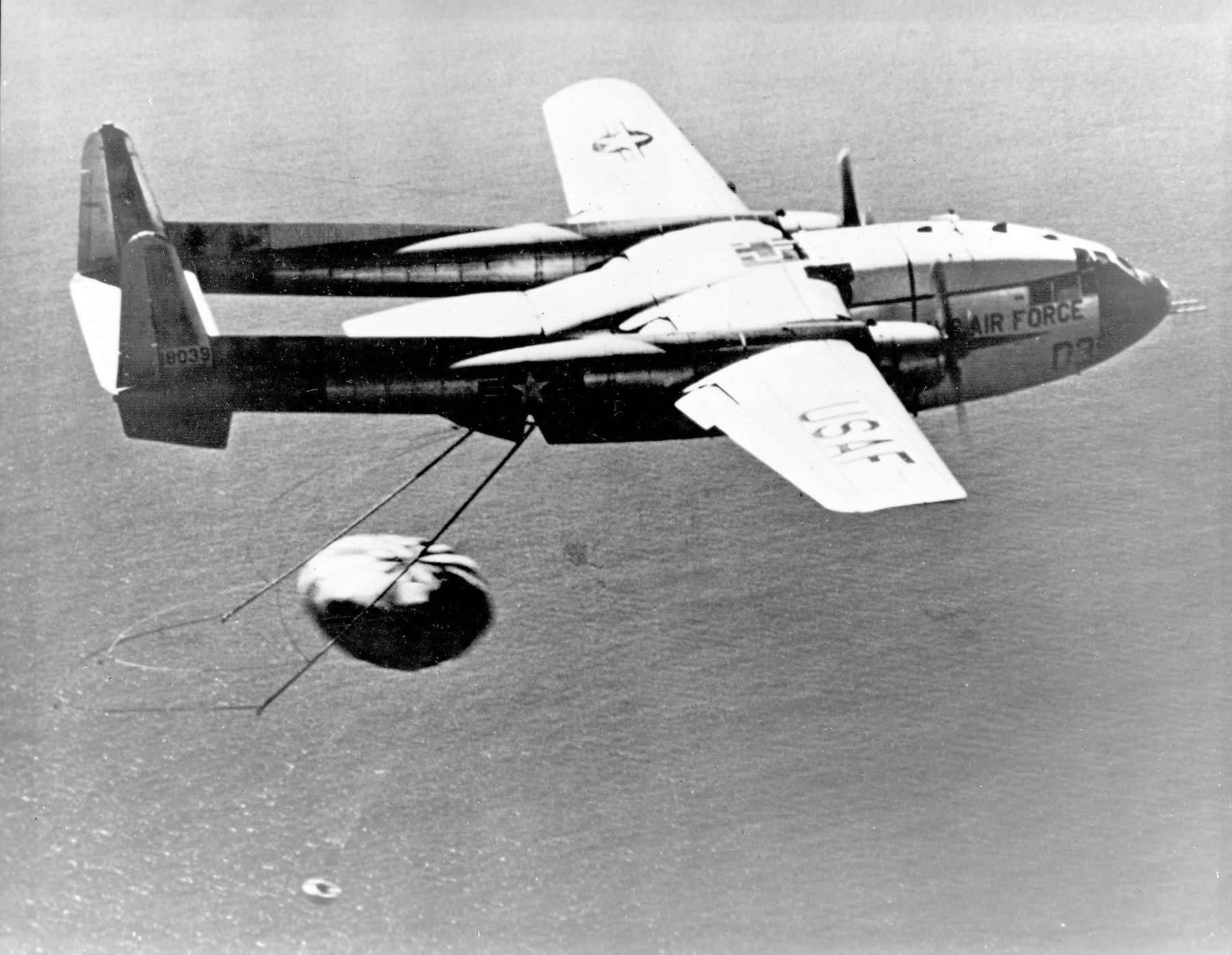
Recuperación de la cápsula de retorno Discoverer 14 (típica de la serie CORONA)

El programa Corona fue una serie de satélites de reconocimiento estratégico estadounidenses producidos y operados por la Dirección de Ciencia y Tecnología de la Agencia Central de Inteligencia (CIA) con una asistencia sustancial de la Fuerza Aérea de los Estados Unidos. Los satélites CORONA se utilizaron para la vigilancia fotográfica de la Unión Soviética (URSS), China y otras áreas desde junio de 1959 hasta mayo de 1972.